# Центральный михе
Центральный михе (Central Mixe, Midland Mixe) — один из языков михе, распространённый в штате Оахака в Мексике. Согласно Уичманну (1995), существует две группы диалектов:
- Северные

Атитланский, коцоконский, матаморосский, пусметеканский, хальтепекский
- Южные

Какалотепекский, хукиланский
Справочник Ethnologue выделяет также михистланский диалект, но Уичманн рассматривает его как тлауитольтепекский михе.
- Кецальтепекский диалект (Central Mixe, Mixe alto del sur, Quetzaltepec Mixe) распространён на северо-востоке округа Михе в Северо-восточной Оахаке.
- Северо-центральный диалект (Atitlán Mixe, Mixe de Atitlán, North Central Mixe, Northeastern Mixe) распространён в городах, перечисленные в качестве диалектов на северо-востоке округа Михе в Северо-Восточной Оахаке.
- Хукиланский диалект (Juquila Mixe, South Central Mixe) распространён в муниципалитетах Кецальтепек, Окотепек, Хукила на востоке Центральной Оахаки.